# Gärdsparv
Gärdsparv (Centronyx henslowii) är en fågel i familjen amerikanska sparvar som häckar i nordöstra USA.

## Utseende och läte
Gärdsparven är en liten (12,1–13,3 cm) sparv med kort stjärt, stort huvud och kraftig näbb. Fjäderdräkten är övervägande mörk, med olivtonat huvud, vit ögonring, ett smalt bröstband av tunna längsgående streck på beigefärgad botten och rostrött på ovansidan. Sången som ofta framförs nattetid är ett kort och insektsliknande "tsi-lick". Kontaktlätet är ett vasst och ljust "tsik" och i flykten hörs ett drillande "sreee".

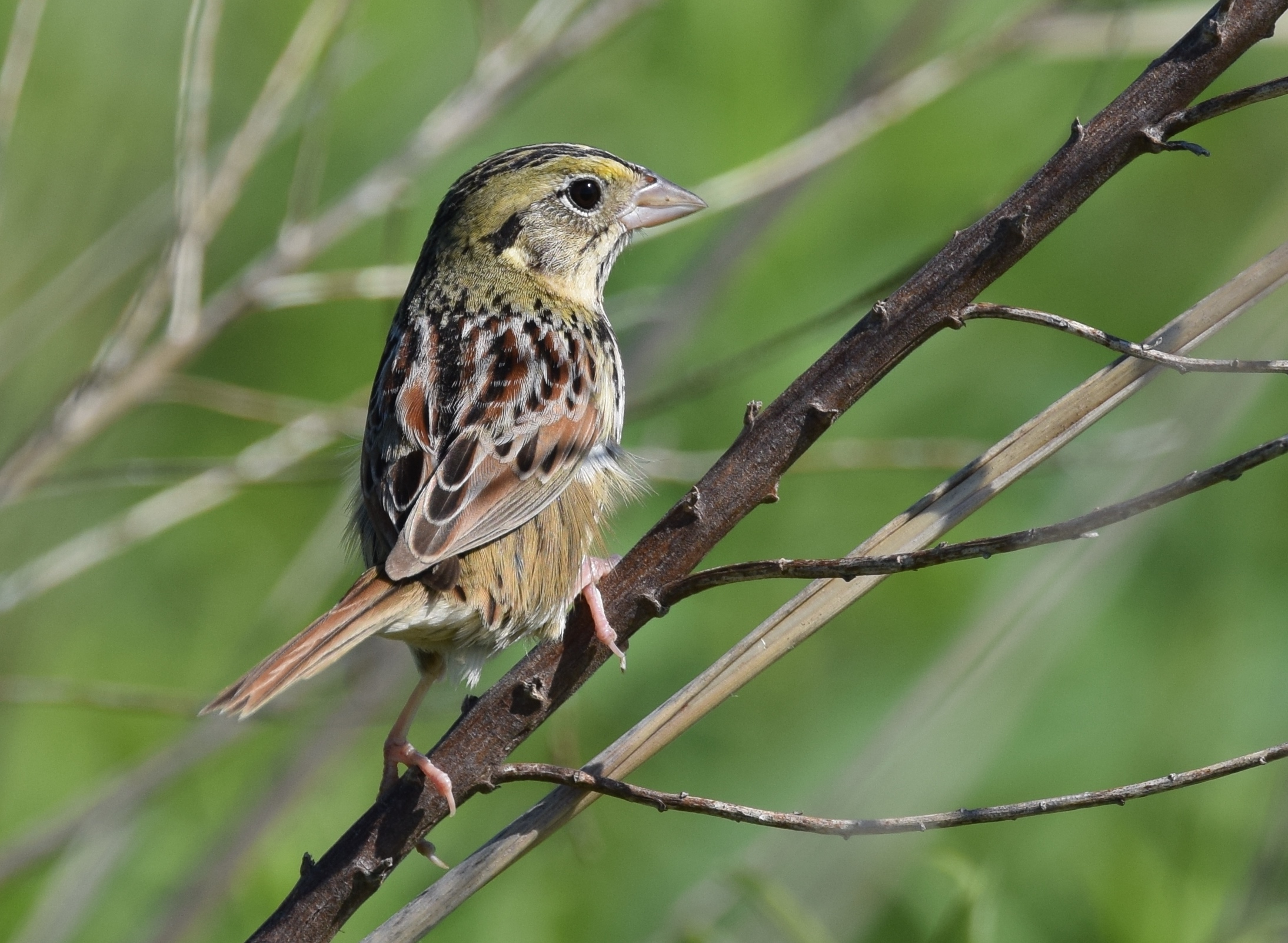

## Utbredning och systematik
Gärdsparven delas in i två underarter med följande utbredning:
- Centronyx henslowii susurrans – förekommer från New York till södra New Hampshire, östra West Virginia och östra North Carolina, flyttar till centrala Florida
- Centronyx henslowii henslowii – förekommer i norra och centrala USA, flyttar till Texas, Louisiana och norra Florida

### Släktestillhörighet
Fågeln placeras traditionellt i släktet Ammodramus, men DNA-studier visar att detta släkte är kraftigt parafyletiskt. Typarten för släktet gräshoppssparv står nära Arremonops, medan henslowsparven (liksom präriesparven) är närmare släkt med en grupp amerikanska sparvar innehållande släktena Passerculus, Xenospizaoch Melospiza. Olika auktoriteter implementerar dessa resultat olika. Clements et al bryter sedan 2018 ut präriesparven och gärdsparven till det egna släktet Centronyx, medan Birdlife International inkluderar dem i Passerculus.

### Familjetillhörighet
Tidigare fördes de amerikanska sparvarna till familjen fältsparvar (Emberizidae) som omfattar liknande arter i Eurasien och Afrika. Flera genetiska studier visar dock att de utgör en distinkt grupp som sannolikt står närmare skogssångare (Parulidae), trupialer (Icteridae) och flera artfattiga familjer endemiska för Karibien.

## Levnadssätt
Gärdsparven hittas i fuktiga ängsmarker med högt och tätt gräs och rikligt med markvegetation. Den lever ett mycket tillbakadraget liv och är svår att få syn på utom när den sjunger. Sommartid livnär den sig mestadels av insekter, framför allt gräshoppor och skalbaggar, vintertid mest frön. Fågeln häckar mellan maj och augusti, med en kull i norr och två i söder.

## Status
Arten har tidigare minskat i antal och betraktades därför länge som nära hotad. Nu ökar den i antal igen, varför internationella naturvårdsunionen sedan 2018 kategoriserar den som livskraftig. Världspopulationen uppskattas till 410 000 vuxna individer.

## Namn
Fågelns vetenskapliga artnamn hedrar John Stevens Henslow (1796-1861), engelsk botaniker och naturforskare. Fram tills nyligen kallades den även henslowsparv på svenska, men justerades 2022 till ett enklare och mer informativt namn av BirdLife Sveriges taxonomikommitté.